# Диагностические опросники самооценки (диагностические тесты)
Диагностические опросники самооценки (диагностические тесты) (англ. Self-report inventory); — это вид психологических опросников, разработанных для скрининга различных психических расстройств, таких как депрессия, тревожные расстройства и др. Пункты этих вида психологических тестов задают вопросы, касающиеся различных симптомов того расстройства, в скрининге которого оно используется. Эти вопросы отражают различные психологические и поведенческие изменения. Ответы на вопросы, как правило, бывают стандартизированы в формы шкалы Ликерта и отражаются частоту или степень выраженности симптомов психического расстройства.

## Часто применяемые диагностические тесты
Депрессия
- Опросник большой депрессии
- Шкала Занга для самооценки депрессии
- Шкала депрессии Бека
- Гериатрическая шкала депрессии

Тревожные и фобические расстройства
- Шкала Занга для самооценки тревоги

Обсессивно-компульсивное расстройство (невроз навязчивых состояний)
- Обсессивно-компульсивная шкала Йеля-Брауна

Анорексия и булимия
- Тест отношения к приему пищи